# Arabski Ruch Odnowy
Arabski Ruch Odnowy (Ta’al, hebr. תנועה ערבית להתחדשות) – arabska grupa parlamentarna w izraelskim Knesecie, składającą się jak na razie z jednego deputowanego, Ahmada at-Tajjibiego, który jest również jej założycielem. Powstała, gdy Tibi opuścił Balad w czasie kadencji czternastego Knesetu, ażeby nawiązać współpracę z ugrupowaniem Hadasz. W wyborach w 2006 roku startował już ze wspólnej listy Zjednoczonej Listy Arabskiej.

12 stycznia 2009 r. izraelska Centralna Komisja Wyborcza wydała decyzję o niedopuszczeniu partii arabskich: Balad i Ra’am-Ta’al do wyborów parlamentarnych w lutym 2009, zarzucając im utrzymywanie kontaktów z organizacjami terrorystycznymi i nieuznawanie prawa Izraela do istnienia. Po ogłoszeniu tego wyroku Ahmad at-Tajjibi powiedział: 
To był polityczny proces pod przywództwem grupy faszystów i rasistów, którzy chcą widzieć Kneset bez Arabów i chcą widzieć państwo bez Arabów.
 Oba ugrupowania zapowiedziały złożenie apelacji. 21 stycznia została ona uwzględniona przez izraelski Sąd Najwyższy i zakaz startu w wyborach dla ugrupowań arabskich został zniesiony.
W wyniku przedterminowych wyborów parlamentarnych w lutym 2009 roku ugrupowanie w koalicji z Ra’am otrzymało 4 miejsca w Knesecie.
W wyborach parlamentarnych w kwietniu 2019 roku ugrupowanie wystartowało wspólnie z Hadaszem i zajęło 5. miejsce zdobywając 193 267 głosów (4,49%). Przełożyło się to na 6 mandatów w Knesecie XXI kadencji. Liderami listy byli Ajman Auda i Ahmad at-Tajjibi.